# دانشگاه نورث‌وسترن
دانشگاه نورث‌وسترن (به انگلیسی: Northwestern University) یک دانشگاه تحقیقاتی خصوصی در اوانستون واقع در ایالت ایلینوی آمریکا است که در سال ۱۸۵۱ میلادی بنیان‌نهاده شده‌است.
دانشگاه نورث وسترن یک دانشگاه بزرگ تحقیقاتی با یک برنامه جامع دکترا است که هر ساله بیش از ۷۰۰ میلیون دلار سرمایه‌گذاری در بخش تحقیقات جذب می‌کند. این دانشگاه نهمین دانشگاه بزرگ آمریکا می‌باشد که در اوت ۲۰۱۸ ارزش این دانشگاه ۱۱٫۰۴ میلیارد دلار برآورد شده‌است.

## رتبه‌بندی
در رتبه‌بندی دانشگاه‌های جهان QS دانشگاه نورث وسترن در رتبه ۲۹ دانشگاه‌های دنیا قرار دارد. بر اساس رتبه‌بندی تایمز نیز این دانشگاه در رتبه ۲۲ دانشگاه‌های جهان قرار گرفته‌است.

## دانشکده
این دانشگاه از دانشکده ها ی زیر تشکیل شده است
- دانشکده آموزش و پرورش امور اجتماعی

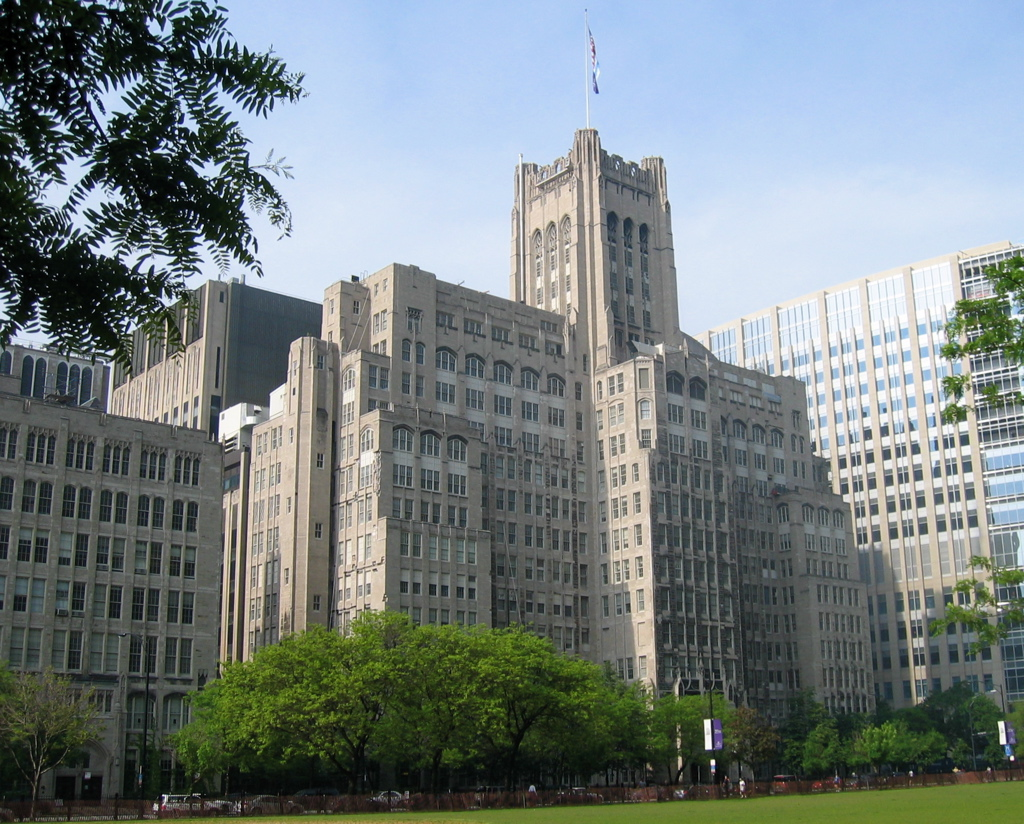
ساختمان «وارد»

- دانشکده روزنامه نگاری
- دانشکده مهندسی و علوم کاربردی
- دانشکده موسیقی
- دانشکده ارتباطات
- دانشکده علوم و هنر
- دانشکده حقوق
- دانشکده داروسازی
- دانشکده مدیریت
- دانشکده مطالعات حرفه ای